# Se permettete parliamo di donne
Se permettete parliamo di donne is een Italiaanse filmkomedie uit 1964 onder regie van Ettore Scola.

## Verhaal
De film bestaat uit negen verhalen over vrouwen versieren. Acteur Vittorio Gassman speelt in ieder verhaal de rol van de versierder.

## Rolverdeling
| Acteur           | Personage            |
| ---------------- | -------------------- |
| Vittorio Gassman | Verschillende rollen |
| Giovanna Ralli   | Prostituee           |
| Sylva Koscina    | Jonge vrouw          |
| Walter Chiari    | Rokkenjager          |
| Antonella Lualdi | Verloofde            |